# FIS Team Tour 2012
De FIS Team Tour 2012 was de vierde editie van het toernooi voor landenteams dat deel uitmaakt van de wereldbeker schansspringen 2011/2012. De tour ging van start op 10 februari met de kwalificatiewedstrijd in Willingen en eindigde op 19 februari in Oberstdorf. Oostenrijk prolongeerde de titel.
De FIS Team Tour bestond uit vijf wedstrijden: drie individuele en twee teamwedstrijden. Alle punten die een land haalde in een teamwedstrijd tellen voor het klassement. Daarbij werden uit de individuele wedstrijden de punten van de beste twee schansspringers per land opgeteld om het eindklassement te berekenen.

## Programma
| Datum      | Tijd  | Plaats      | Schans                       | Schansrecord            | Detail                |
| ---------- | ----- | ----------- | ---------------------------- | ----------------------- | --------------------- |
| 10/02/2012 | 18:00 | Willingen   | Mühlenkopfschanze            | 152 m Janne Ahonen      | Kwalificatiewedstrijd |
| 11/02/2012 | 16:00 | Willingen   | Mühlenkopfschanze            | 152 m Janne Ahonen      | Individuele wedstrijd |
| 12/02/2012 | 14:45 | Willingen   | Mühlenkopfschanze            | 152 m Janne Ahonen      | Teamwedstrijd         |
| 14/02/2012 | 18:00 | Klingenthal | Vogtland Arena               | 146,5 m Michael Uhrmann | Kwalificatiewedstrijd |
| 15/02/2012 | 18:00 | Klingenthal | Vogtland Arena               | 146,5 m Michael Uhrmann | Individuele wedstrijd |
| 17/02/2012 | 18:00 | Oberstdorf  | Heini Klopfer Skivliegschans | 225,5 m Harri Olli      | Kwalificatiewedstrijd |
| 18/02/2012 | 16:00 | Oberstdorf  | Heini Klopfer Skivliegschans | 225,5 m Harri Olli      | Teamwedstrijd         |
| 19/02/2012 | 13:45 | Oberstdorf  | Heini Klopfer Skivliegschans | 225,5 m Harri Olli      | Individuele wedstrijd |

## Podia
| Datum                    | Plaats                   | Schans                   | Opmerking                | Eerste                                                           | Tweede                                                                         | Derde                                                                    |
| ------------------------ | ------------------------ | ------------------------ | ------------------------ | ---------------------------------------------------------------- | ------------------------------------------------------------------------------ | ------------------------------------------------------------------------ |
| 11/02/2012               | Willingen                | HS145                    | Team Avond               | Noorwegen Anders Fannemel Rune Velta Vegard Sklett Anders Bardal | Oostenrijk Martin Koch Andreas Kofler Thomas Morgenstern Gregor Schlierenzauer | Duitsland Maximilian Mechler Andreas Wank Severin Freund Richard Freitag |
| 12/02/2012               | Willingen                | HS145                    |                          | Anders Bardal                                                    | Roman Koudelka                                                                 | Daiki Ito                                                                |
| 16/02/2012               | Klingenthal              | HS140                    | Avond                    | Afgelast                                                         | Afgelast                                                                       | Afgelast                                                                 |
| 18/02/2012               | Oberstdorf               | HS213                    | Skivliegen Avond         | Martin Koch                                                      | Daiki Ito                                                                      | Simon Ammann                                                             |
| 19/02/2012               | Oberstdorf               | HS213                    | Skivliegen Team          | Slovenië Jurij Tepeš Jure Šinkovec Peter Prevc Robert Kranjec    | Oostenrijk Thomas Morgenstern Martin Koch Andreas Kofler Gregor Schlierenzauer | Noorwegen Anders Fannemel Rune Velta Tom Hilde Anders Bardal             |
| Eindstand FIS Team Tour: | Eindstand FIS Team Tour: | Eindstand FIS Team Tour: | Eindstand FIS Team Tour: | Oostenrijk                                                       | Noorwegen                                                                      | Slovenië                                                                 |

## Willingen

### Teamwedstrijd
| #  | Land        | Springer              | Sprong 1 [m] | Punten 1 [pnt.] | Sprong 2 [m] | Punten 2 [pnt.] | Punten |
| -- | ----------- | --------------------- | ------------ | --------------- | ------------ | --------------- | ------ |
| 1  | Noorwegen   | Anders Fannemel       | 133,5        | 126.2           | 124,5        | 111.6           | 999.2  |
| 1  | Noorwegen   | Rune Velta            | 135,5        | 121.2           | 127,0        | 116.8           | 999.2  |
| 1  | Noorwegen   | Vegard Sklett         | 139,5        | 134.6           | 138,5        | 137.6           | 999.2  |
| 1  | Noorwegen   | Anders Bardal         | 133,5        | 121.2           | 134,5        | 130.0           | 999.2  |
| 2  | Oostenrijk  | Martin Koch           | 119,5        | 97.0            | 123,0        | 107.7           | 976.3  |
| 2  | Oostenrijk  | Andreas Kofler        | 143,5        | 140.7           | 129,5        | 118.7           | 976.3  |
| 2  | Oostenrijk  | Thomas Morgenstern    | 133,5        | 121.5           | 131,0        | 124.4           | 976.3  |
| 2  | Oostenrijk  | Gregor Schlierenzauer | 138,0        | 135.6           | 137,0        | 130.7           | 976.3  |
| 3  | Duitsland   | Maximilian Mechler    | 118,0        | 97.4            | 118,0        | 97.8            | 963.7  |
| 3  | Duitsland   | Andreas Wank          | 135,0        | 118.1           | 134,5        | 129.2           | 963.7  |
| 3  | Duitsland   | Severin Freund        | 145,5        | 136.9           | 138,0        | 138.9           | 963.7  |
| 3  | Duitsland   | Richard Freitag       | 129,5        | 107.8           | 137,5        | 137.6           | 963.7  |
| 4  | Japan       | Noriaki Kasai         | 120,0        | 98.1            | 128,0        | 111.2           | 961.8  |
| 4  | Japan       | Shohei Tochimoto      | 123,0        | 100.1           | 124,5        | 112.1           | 961.8  |
| 4  | Japan       | Taku Takeuchi         | 145,5        | 134.0           | 138,5        | 138.8           | 961.8  |
| 4  | Japan       | Daiki Ito             | 134,5        | 128.8           | 138,0        | 138.7           | 961.8  |
| 5  | Slovenië    | Robert Kranjec        | 132,0        | 116.8           | 130,5        | 121.8           | 938.0  |
| 5  | Slovenië    | Dejan Judež           | 128,0        | 107.1           | 130,5        | 121.3           | 938.0  |
| 5  | Slovenië    | Jure Šinkovec         | 126,5        | 103.5           | 118,5        | 100.0           | 938.0  |
| 5  | Slovenië    | Peter Prevc           | 134,0        | 129.0           | 139,0        | 138.5           | 938.0  |
| 6  | Tsjechië    | Jakub Janda           | 121,0        | 96.1            | 123,5        | 108.6           | 902.0  |
| 6  | Tsjechië    | Antonín Hájek         | 114,5        | 87.4            | 111,5        | 88.2            | 902.0  |
| 6  | Tsjechië    | Lukáš Hlava           | 138,0        | 126.2           | 127,5        | 117.7           | 902.0  |
| 6  | Tsjechië    | Roman Koudelka        | 139,0        | 137.8           | 141,0        | 140.0           | 902.0  |
| 7  | Polen       | Maciej Kot            | 120,0        | 87.6            | 122,5        | 102.2           | 900.2  |
| 7  | Polen       | Piotr Żyła            | 131,5        | 113.1           | 129,5        | 116.7           | 900.2  |
| 7  | Polen       | Krzysztof Miętus      | 138,5        | 120.5           | 124,0        | 108.1           | 900.2  |
| 7  | Polen       | Kamil Stoch           | 133,0        | 122.2           | 134,5        | 129.8           | 900.2  |
| 8  | Finland     | Janne Happonen        | 126,5        | 99.3            | 124,5        | 109.2           | 832.1  |
| 8  | Finland     | Olli Muotka           | 103,0        | 65.8            | 120,0        | 103.5           | 832.1  |
| 8  | Finland     | Matti Hautamäki       | 137,5        | 123.2           | 130,5        | 122.9           | 832.1  |
| 8  | Finland     | Anssi Koivuranta      | 124,0        | 102.0           | 123,0        | 106.2           | 832.1  |
| 9  | Zwitserland | Gregor Deschwanden    | 130,5        | 103.4           | —            | —               | 378.1  |
| 9  | Zwitserland | Pascal Egloff         | 99,5         | 57.6            | —            | —               | 378.1  |
| 9  | Zwitserland | Marco Grigoli         | 120,0        | 92.6            | —            | —               | 378.1  |
| 9  | Zwitserland | Simon Ammann          | 133,0        | 124.5           | —            | —               | 378.1  |
| 10 | Rusland     | Denis Kornilov        | 115,0        | 84.3            | —            | —               | 369.2  |
| 10 | Rusland     | Aleksandr Sardyko     | 114,0        | 87.5            | —            | —               | 369.2  |
| 10 | Rusland     | Anton Kalinitsjenko   | 124,5        | 102.2           | —            | —               | 369.2  |
| 10 | Rusland     | Dmitri Vasiljev       | 118,5        | 95.2            | —            | —               | 369.2  |
| 11 | Kazachstan  | Aleksej Ptsjelintsev  | 111,5        | 66.1            | —            | —               | 268.3  |
| 11 | Kazachstan  | Nikolaj Karpenko      | 108,5        | 78.7            | —            | —               | 268.3  |
| 11 | Kazachstan  | Jevgeni Levkin        | 114,5        | 75.6            | —            | —               | 268.3  |
| 11 | Kazachstan  | Aleksej Korolev       | 95,0         | 47.9            | —            | —               | 268.3  |

### Individuele wedstrijd
| #  | Naam            | Sprong 1 [m] | Sprong 2 [m] | Punten |
| -- | --------------- | ------------ | ------------ | ------ |
| 1  | Anders Bardal   | 145,5        | 148,0        | 277.0  |
| 2  | Roman Koudelka  | 147,5        | 146,5        | 270.3  |
| 3  | Daiki Ito       | 149,5        | 144,0        | 264.4  |
| 4  | Peter Prevc     | 138,0        | 149,0        | 257.0  |
| 5  | Kamil Stoch     | 139,0        | 144,0        | 256.3  |
| 6  | Taku Takeuchi   | 137,5        | 147,5        | 252.3  |
| 7  | Richard Freitag | 140,5        | 144,5        | 251.2  |
| 8  | Martin Koch     | 139,0        | 147,0        | 246.3  |
| 9  | Severin Freund  | 140,0        | 146,0        | 244.5  |
| 10 | Rune Velta      | 138,5        | 139,5        | 239.2  |

## Klingenthal
Afgelast vanwege de sterke wind.

## Oberstdorf

### Individuele wedstrijd
| #  | Naam                  | Sprong 1 [m] | Sprong 2 [m] | Punten |
| -- | --------------------- | ------------ | ------------ | ------ |
| 1  | Martin Koch           | 218,0        | 221,5        | 443.4  |
| 2  | Daiki Ito             | 209,0        | 209,5        | 433.2  |
| 3  | Simon Ammann          | 204,5        | 213,5        | 429.2  |
| 4  | Robert Kranjec        | 198,0        | 220,0        | 424.0  |
| 5  | Roman Koudelka        | 203,5        | 211,5        | 422.8  |
| 6  | Kamil Stoch           | 197,5        | 216,0        | 422.3  |
| 7  | Gregor Schlierenzauer | 205,5        | 206,0        | 421.7  |
| 8  | Peter Prevc           | 203,5        | 203,5        | 414.5  |
| 9  | Lukáš Hlava           | 204,5        | 203,5        | 412.5  |
| 10 | Severin Freund        | 201,0        | 204,5        | 410.5  |

### Teamwedstrijd
| #  | Land       | Springer                 | Sprong 1 [m] | Punten 1 [pnt.] | Punten |
| -- | ---------- | ------------------------ | ------------ | --------------- | ------ |
| 1  | Slovenië   | Jurij Tepeš              | 218,0        | 204,4           | 732,5  |
| 1  | Slovenië   | Jure Šinkovec            | 189,5        | 188,1           | 732,5  |
| 1  | Slovenië   | Peter Prevc              | 225,5        | 171,1           | 732,5  |
| 1  | Slovenië   | Robert Kranjec           | 209,0        | 168,9           | 732,5  |
| 2  | Oostenrijk | Thomas Morgenstern       | 203,5        | 201,2           | 731,8  |
| 2  | Oostenrijk | Martin Koch              | 213,0        | 213,7           | 731,8  |
| 2  | Oostenrijk | Andreas Kofler           | 208,5        | 196,6           | 731,8  |
| 2  | Oostenrijk | Gregor Schlierenzauer    | 170,5        | 120,3           | 731,8  |
| 3  | Noorwegen  | Anders Fannemel          | 216,0        | 201,5           | 715,9  |
| 3  | Noorwegen  | Rune Velta               | 169,0        | 165,1           | 715,9  |
| 3  | Noorwegen  | Tom Hilde                | 206,0        | 191,7           | 715,9  |
| 3  | Noorwegen  | Anders Bardal            | 201,5        | 157,6           | 715,9  |
| 4  | Duitsland  | Andreas Wank             | 194,5        | 177,9           | 702,4  |
| 4  | Duitsland  | Michael Neumayer         | 163,0        | 150,0           | 702,4  |
| 4  | Duitsland  | Richard Freitag          | 213,0        | 200,7           | 702,4  |
| 4  | Duitsland  | Severin Freund           | 211,0        | 173,8           | 702,4  |
| 5  | Tsjechië   | Jakub Janda              | 175,0        | 161,5           | 668,0  |
| 5  | Tsjechië   | Antonín Hájek            | 209,0        | 197,9           | 668,0  |
| 5  | Tsjechië   | Lukáš Hlava              | 192,5        | 157,3           | 668,0  |
| 5  | Tsjechië   | Roman Koudelka           | 195,0        | 151,3           | 668,0  |
| 6  | Polen      | Maciej Kot               | 177,5        | 159,8           | 659,7  |
| 6  | Polen      | Piotr Żyła               | 217,0        | 175,4           | 659,7  |
| 6  | Polen      | Krzysztof Miętus         | 202,0        | 169,5           | 659,7  |
| 6  | Polen      | Kamil Stoch              | 196,0        | 155,0           | 659,7  |
| 7  | Japan      | Noriaki Kasai            | 204,5        | 197,0           | 581,2  |
| 7  | Japan      | Shohei Tochimoto         | 88,0         | 55,4            | 581,2  |
| 7  | Japan      | Taku Takeuchi            | 206,0        | 171,9           | 581,2  |
| 7  | Japan      | Daiki Ito                | 198,0        | 156,9           | 581,2  |
| 8  | Rusland    | Dmitri Vasiljev          | 177,5        | 165,0           | 532,3  |
| 8  | Rusland    | Aleksandr Sardyko        | 172,0        | 147,5           | 532,3  |
| 8  | Rusland    | Anton Kalinitsjenko      | 159,5        | 108.2           | 532,3  |
| 8  | Rusland    | Denis Kornilov           | 163,0        | 111,6           | 532,3  |
| 9  | Frankrijk  | Emmanuel Chedal          | 190,5        | 172,5           | 486,2  |
| 9  | Frankrijk  | Alexandre Mabboux        | 140,0        | 90,1            | 486,2  |
| 9  | Frankrijk  | Vincent Descombes Sevoie | 165,0        | 140,4           | 486,2  |
| 9  | Frankrijk  | Nicolas Mayer            | 122,0        | 83,2            | 486,2  |
| 10 | Finland    | Janne Happonen           | 119,0        | 80,5            | 481.2  |
| 10 | Finland    | Olli Muotka              | 209,0        | 190,0           | 481.2  |
| 10 | Finland    | Matti Hautamäki          | 140,0        | 105,6           | 481.2  |
| 10 | Finland    | Anssi Koivuranta         | 157,0        | 105,1           | 481.2  |
| 11 | Kazachstan | Nikolaj Karpenko         | 149,5        | 121,4           | 268.3  |
| 11 | Kazachstan | Aleksej Ptsjelintsev     | 153,5        | 112,6           | 268.3  |
| 11 | Kazachstan | Aleksej Korolev          | 108,0        | 63,9            | 268.3  |
| 11 | Kazachstan | Radik Zjaparov           | 93,0         | 42,7            | 268.3  |

## Eindstand
| #  | Land        | Willingen  | Willingen                                   | Klingenthal | Oberstdorf                                | Oberstdorf | Punten |
| -- | ----------- | ---------- | ------------------------------------------- | ----------- | ----------------------------------------- | ---------- | ------ |
| 1  | Oostenrijk  | 976,3 (2)  | 482,7 (6) 8. M. Koch 13. T. Morgenstern     |             | 865,1 (1) 1. M. Koch 7. G. Schlierenzauer | 731,8 (2)  | 3055,9 |
| 2  | Noorwegen   | 999,2 (1)  | 516,2 (2) 1. A. Bardal 10. R. Velta         |             | 798,7 (6) 11. T. Hilde 12. A. Bardal      | 715,9 (3)  | 3030,0 |
| 3  | Slovenië    | 938,0 (5)  | 485,9 (5) 4. P. Prevc 15. R. Kranjec        |             | 838,5 (2) 4. R. Kranjec 8. P. Prevc       | 732,5 (1)  | 2994,9 |
| 4  | Duitsland   | 963,7 (3)  | 495,7 (3) 7. R. Freitag 9. S. Freund        |             | 804,2 (5) 10. S. Freund 13. A. Wank       | 702,4 (4)  | 2966,0 |
| 5  | Tsjechië    | 902,0 (6)  | 487,1 (4) 2. R. Koudelka 19. L. Hlava       |             | 835,3 (3) 5. R. Koudelka 9. L. Hlava      | 668,0 (5)  | 2892,4 |
| 6  | Japan       | 961,8 (4)  | 516,7 (1) 3. D. Ito 6. T. Takeuchi          |             | 818,4 (4) 2. D. Ito 16. T. Takeuchi       | 581,2 (7)  | 2878,1 |
| 7  | Polen       | 900,2 (7)  | 461,0 (7) 5. K. Stoch 26. P. Żyła           |             | 778,7 (7) 6. K. Stoch 24. K. Miętus       | 659,7 (6)  | 2799,6 |
| 8  | Finland     | 832,1 (8)  | 422,7 (9) 21. J. Happonen 23. A. Koivuranta |             | 166,3 (11) 33. A. Koivuranta              | 481,2 (10) | 1902,3 |
| 9  | Rusland     | 369,2 (10) | 444,6 (8) 11. D. Kornilov 24. D. Vasiljev   |             | 515,1 (8) 25. D. Kornilov 36. D. Vasiljev | 532,3 (8)  | 1861,2 |
| 10 | Zwitserland | 378,1 (9)  | 316,0 (10) 12. S. Ammann 44. G. Deschwanden |             | 429,2 (9) 3. S. Ammann                    |            | 1123,3 |
| 11 | Frankrijk   |            |                                             |             | 361,8 (10) 22. V. Descombes Sevoie        | 486,2 (9)  | 848,0  |
| 12 | Kazachstan  | 268,3 (11) | 67,6 (12) 48. N. Karpenko                   |             | 0,0 (14)                                  | 340,6 (11) | 676,5  |
| 13 | Italië      |            | 214,5 (11) 20. S. Colloredo                 |             | 162,4 (12) 37. D. Besadola                |            | 376,9  |
| 14 | Estland     |            |                                             |             | 158,2 (13) 39. K. Nurmsalu                |            | 158,2  |
| 15 | Bulgarije   |            | 47,1 (13) 50. V. Zografski                  |             |                                           |            | 47,1   |